# Escavadodon
Escavadodon is een geslacht van uitgestorven schubdierachtigen uit de familie Escavadontidae en de orde Palaeanodonta dat tijdens het Vroeg-Paleoceen in Noord-Amerika leefde. De typesoort is Escavadodon zygus.
Escavadodon is bekend van een fossiel skelet uit het San Juan-bekken in de Amerikaanse staat New Mexico. De vondst dateert uit de North American Land Mammal Age Torrejonian. Het gevonden skelet is een van de compleetste skeletten van een klein zoogdier uit het San Juan-bekken en omvat delen van de schedel, onderkaak, poten en wervelkolom inclusief staart.

## Kenmerken
Escavadodon had het formaat van een prairiehond of stokstaartje. De kop-romplengte is ongeveer 28 centimeter en de staart is circa 25 centimeter lang. Het gewicht wordt geschat op 500 tot 1000 gram. Escavadodon was een insectivoor en het had grote hoektanden gevolgd door een vrijwel compleet gebit dat overeenkomsten vertoont met dat van basale insectivore zoogdieren uit de Leptictida. Escavadodon was minder aangepast aan graven dan de latere palaeanodonten.

## Taxonomie
Escavadodon is de oudst bekende vorm uit de Palaeanodonta. Het werd later in het Paleoceen vervangen door de verder ontwikkelde Metacheiromyidae en Epoicotheriidae.